# Dante Bonfim Costa Santos
Dante Bonfim Costa Santos (portuguès brasiler: [dɐtʃi]; Salvador, el 18 d'octubre de 1983), conegut com a Dante és un futbolista brasiler que actualment juga a l'OGC Nice com a defensa central. Dante va fer el seu debut internacional per al Brasil el 2013.
El 7 de maig de 2014 el seleccionador brasiler Luiz Felipe Scolari el va incloure a la llista final de 23 jugadors que representaran el Brasil a la Copa del Món de Futbol de 2014. El 2014 fou escollit tercer millor defensa central d'Europa, segons un estudi de l'observatori del Centre Internacional d'Estudis de l'Esport.